# Capuns
Les capuns sont un plat traditionnel du canton des Grisons, en Suisse.

## Préparation
Il s'agit de feuilles de bette ou de laitue romaine enroulées en paquet autour de Spätzle, enrichis d'herbes et de petits morceaux de gendarme, Salsiz ou de viande des Grisons. Les capuns sont bouillis dans du lait coupé d'eau. Selon la recette, ils sont cuits avec du Bergkäse (fromage de montagne). Les capuns sont servis avec une sauce à base de lait et d'eau (moitié lait, moitié bouillon). Les feuilles de blettes sont également appelées feuilles de capun dans la langue vernaculaire des Grisons (Suisse).

## Galerie

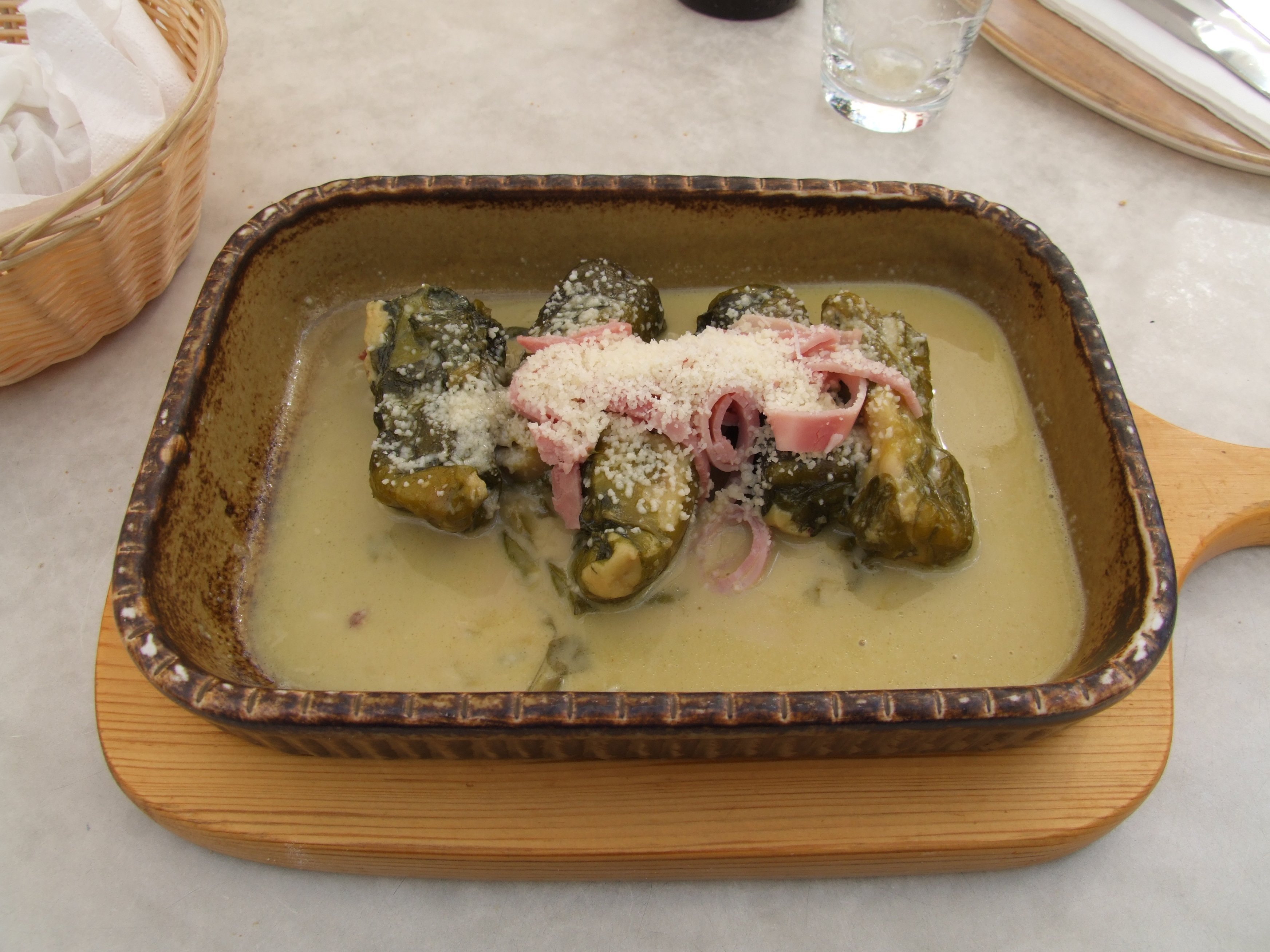
Capuns servis à Vals.
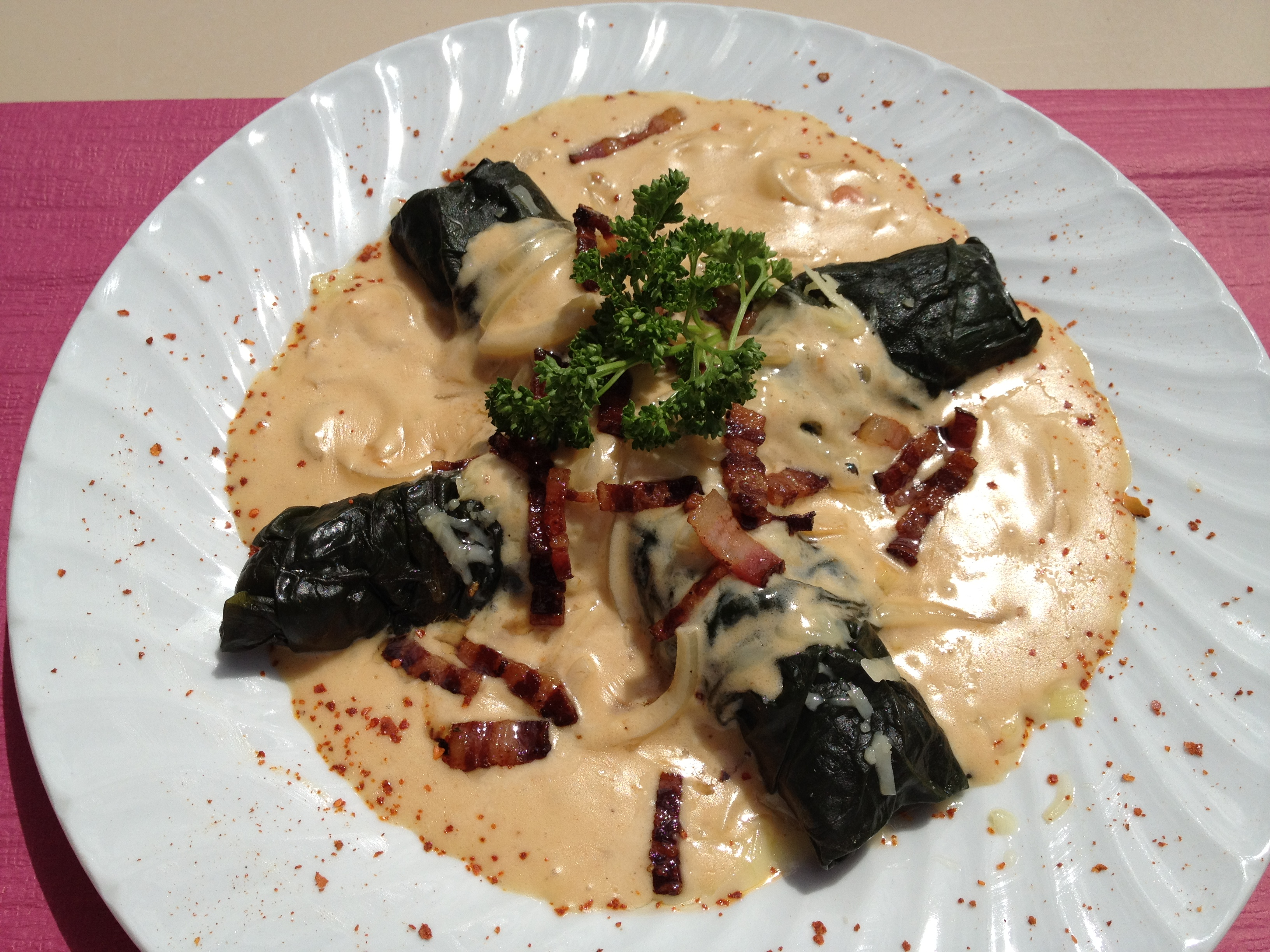
Capuns servis à Uors.
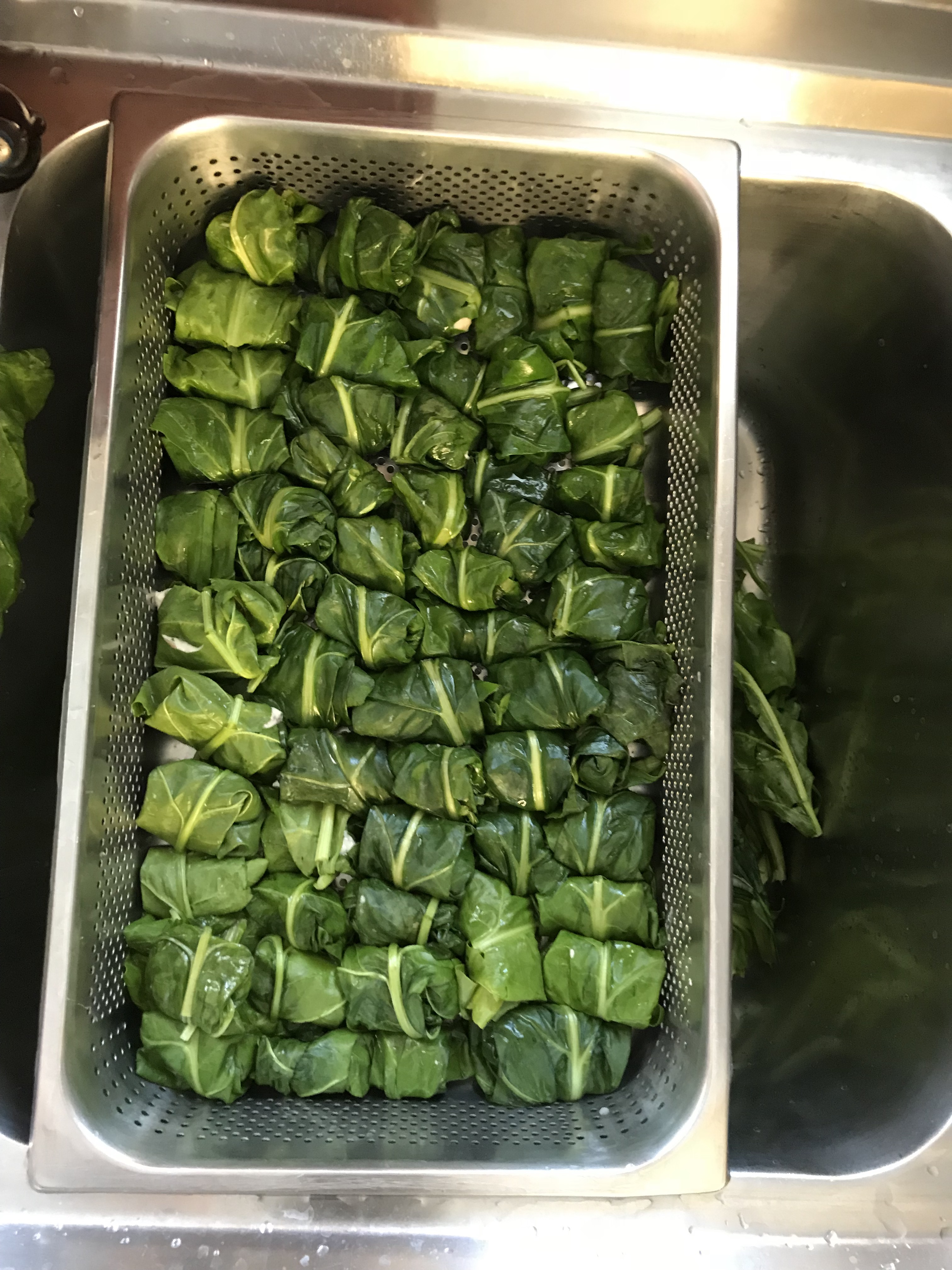
Capuns enroulés prêts pour la cuisson.